# TV3 (Эстония)
«TV3»  — эстонский телеканал, принадлежащий Providence Equity Partners.

## История
После выхода из СССР в Эстонии было лишь три эстоноязычных телеканала: ETV, «Kanal 2» и «ТV1». Остальные телеканалы были русскоязычными. Однако через некоторое время TV1 обанкротился и был вынужден прекратить трансляцию. Через некоторое в Европе появился телеканал TV3. Благодаря местному MTG он появился и в Эстонии, в 1993 году телеканал появился и в других странах Балтии: в Латвии в 1995 г., а в Литве в 1998 г. В Литве он первоначально носил имя «Tele-3». Таким образом, TV3 заменил TV1. А за ним уже появились все остальные телеканалы Эстонии. Позже от TV3 в Латвии и Эстонии был создан русскоязычный телеканал «3+». В Эстонии от TV3 был создан также эстоноязычный телеканал TV6. 16 декабря 2014 года канал получил предупреждение что в здании заложена бомба прямо во время выпуска новостей, диктор телеканала сообщил в эфире о бомбе. Съёмочная группа и ведущие должны были покинуть здание. Дело дошло до расследования.

## Программы TV3
На TV3 транслируются абсолютно различные программы: от детских передач до документальных программ. По результатам
опроса лета 2011 года TV3 занимает второе место по популярности среди эстоноязычной части населения.